# Gare de Vireux-Molhain
La gare de Vireux-Molhain est une gare ferroviaire française de la ligne de Soissons à Givet, située sur le territoire de la commune de Vireux-Molhain, dans le département des Ardennes en région Grand Est.
C'est une gare de la Société nationale des chemins de fer français (SNCF), desservie par des trains TER Grand Est.

## Situation ferroviaire
Ancienne gare de bifurcation, la gare de Vireux-Molhain est située au point kilométrique (PK) 195,836 de la ligne de Soissons à Givet, entre les gares ouvertes de Fépin et Aubrives. Elle était l'origine de la Ligne de Vireux-Molhain à la frontière belge vers Mariembourg qui se prolongeait par la ligne belge 132 Charleroi - Treignes. Cette ligne est aujourd'hui déclassée sur la partie française. Son altitude est de 113 m.

## Histoire

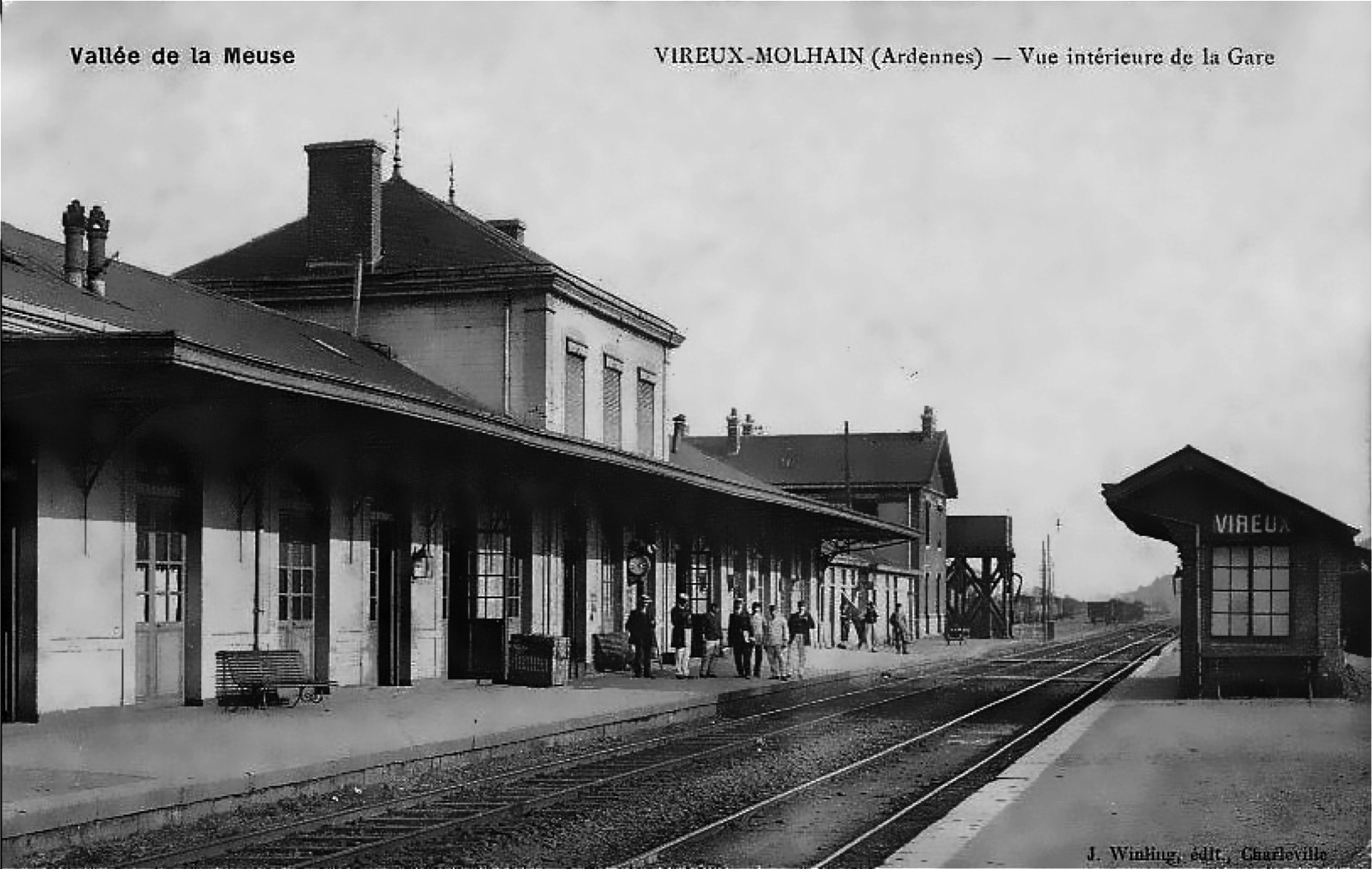
La gare au XIXe siècle

La gare de Vireux-Molhain est inaugurée le 16 avril 1862 par la Compagnie des chemins de fer des Ardennes lors de la mise en service de la section de Nouzonville à Givet de la ligne de Soissons à Givet.
Le 28 avril 1862, la Société du chemin de fer de l'Entre-Sambre-et-Meuse, une compagnie belge affiliée au Grand Central Belge, ouvre la Ligne de Vireux-Molhain à la frontière belge vers Mariembourg en prolongation de la ligne Charleroi - Walcourt - Mariembourg (ligne du Viroin).
Le bâtiment voyageurs date de l'ouverture de la ligne, il est notamment identique à ceux des gares de Fumay et Nouzonville.
Il s'agit d'un bâtiment standard de la Compagnie des Ardennes, de style néoclassique, qui comporte un corps de logis à étage de trois travées sous toiture à deux croupes ainsi que deux ailes basses symétriques, lesquelles comportent six travées à Vireux-Molhain, et dont la toiture se termine par une croupe. Tous les percements recourent à l'arc bombé ; la façade est recouverte d'enduit et comporte des bandeaux et encadrements en pierre de taille ; des travaux de rénovation ont quelque peu altéré l'aspect d'origine du bâtiment.
Jusqu'en 1971, elle était une gare de bifurcation avec la ligne du Viroin vers la Belgique (Mariembourg et Charleroi) sur laquelle une desserte voyageurs a été organisée jusqu'en 1962. Durant sa période faste, elle expédiait de nombreux trains de charbon et de minerais entre le bassin de Charleroi et celui de l'Est de la France.

## Fréquentation
Selon les estimations de la SNCF, la fréquentation annuelle de la gare figure dans le tableau ci-dessous
.
| Année     | 2015   | 2016   | 2017   | 2018   | 2019   | 2020   | 2021   | 2022   | 2023   | 2024   |
| --------- | ------ | ------ | ------ | ------ | ------ | ------ | ------ | ------ | ------ | ------ |
| Voyageurs | 61 673 | 55 435 | 55 273 | 47 819 | 49 956 | 45 468 | 54 162 | 64 839 | 91 208 | 91 235 |

## Service des voyageurs

### Accueil
Gare SNCF, elle dispose d'un bâtiment voyageurs, avec un guichet ouvert du lundi au vendredi et fermé les samedis, dimanches et fêtes. Elle est équipée d'automates pour l'achat de titres de transport, d'une salle d'attente et de quais couverts.

### Desserte
Vireux-Molhain est desservie par des trains TER Grand Est circulant entre les gares de Charleville-Mézières et de Givet, via Revin.

### Intermodalité
Un parc pour les vélos et un parking pour les véhicules sont aménagés.

## Service des marchandises
Cette gare est ouverte au service du fret.

## Dans la littérature
Dans le récit souriant d'une épopée touristique au long de Sambre et Meuse recueilli dans Chemins d'eau, Jean Rolin s'extasie devant la succession des gares qui ponctuent son trajet de Givet à Charleville-Mézières (pour lui, chacune « pourrait être celle où débarque le narrateur d'Un balcon en forêt ») et spécialement des panneaux invitant à prendre garde au train croiseur, où il choisit de lire « sans doute une allusion, pour les enfants, à quelque moloch du premier âge industriel ».